# Hydroletalus-Syndrom
Das Hydroletalus-Syndrom (HLS) (von altgriechisch ὕδωρ hýdōr, deutsch ‚Wasser‘ und lateinisch letum bzw. letalis ‚tödlich‘) ist ein sehr seltenes, schweres angeborenes Fehlbildungssyndrom mit den Hauptmerkmalen Hydramnion, Hydrozephalus, Polydaktylie und multiplen Fehlbildungen der inneren Organe.
Die Erstbeschreibung stammt aus dem Jahre 1981 durch die finnischen Humangenetiker Riitta Salonen, Riitta Herva und Reijo Norio.

## Verbreitung
Die Häufigkeit wird mit unter 1 zu 1.000.000 angegeben, die Vererbung erfolgt autosomal-rezessiv.
Das Syndrom findet sich überwiegend bei Patienten mit finnischer Abstammung, in Finnland beträgt die Häufigkeit 1 zu 20.000.

## Ursache
Der Erkrankung liegen meist Mutationen im HYLS1-Gen auf Chromosom 11 Genort q24.2 oder seltener im KIF7-Gen auf Chromosom 15 Genort q26.1 zugrunde, welche beide für Proteine der Zilien oder Zentriolen kodieren, die an der Entwicklung der Mittellinienstrukturen beteiligt sind.

## Klinische Erscheinungen
Klinische Kriterien sind:
- Gesichtsdysmorphien wie Mikrogenie und Retrogenie, tiefliegende Augen, Ohrmuscheldysplasien
- Lippen-Kiefer-Gaumenspalte
- Mittelliniendefekt am Hinterhauptbein
- Hydrocephalus, Corpus-callosum-Agenesie, Hypo- oder Aplasie des Kleinhirnwurmes und des Septum pellucidum
- Polydaktylie postaxial an der Hand, präaxial am Fuß, Klumpfuß
- bei etwa der Hälfte Atrio-ventrikulärer Septumdefekt

Hinzu können veränderte Lappenbildung der Lunge, Stenose der Atemwege und Fehlbildungen der Geschlechtsorgane wie Uterus didelphys und Lageanomalien des Hodens kommen.

## Diagnose
Pränatal können mittels Feinultraschall neben dem Hydramnion der Hydrocephalus, Lippen-Kiefer-Gaumenspalte, Herzfehler und Polydaktylie erkannt werden.

## Differentialdiagnose
Abzugrenzen sind:
- Joubert-Syndrom
- Oro-fazio-digitales Syndrom Typ 4 oder Oro-fazio-digitales Syndrom Typ 5 (Thurston-Syndrom)
- Pallister-Hall-Syndrom
- Pseudotrisomie-13-Syndrom
- schwere Formen des Smith-Lemli-Opitz-Syndromes

## Therapie und Prognose
Eine Behandlung ist nicht bekannt, nur wenige Betroffene überleben die ersten Lebensmonate.